# H (canción)
«H» es el sencillo número 27 lanzado por la cantante japonesa Ayumi Hamasaki el 24 de julio del 2002. El nombre del maxi proviene de Hamasaki, y es denominado un sencillo "3 caras", ya que dentro de este tres canciones en calidad de sencillos se encuentran contenidas. Primeramente el sencillo fue lanzado en 5 versiones distintas de 5 colores distintos, y debido al masivo éxito que recibió fue relanzado el 7 de noviembre del 2002 en una edición deluxe en formato digipack. Este sencillo fue el N.º 1 en ventas de Japón del año 2002.

## Las canciones
El sencillo consta de 3 canciones: "independent", "July 1st" y "HANABI". Ya que ninguna de las canciones tuvo un video musical propio, sólo fueron promocionadas a través de comerciales para la televisión a través de diversos productos a los cuales se afiliaron. "independent" se hizo canción imagen del campeonato de Baloncesto de ese año en Japón, "July 1st" a su vez fue utilizado en comerciales para la gama de cosméticos KOSÉ mientras que la balada "HANABI" fue utilizada dentro del comercial de celulares de TU-KA.

## Canciones
1. «Independent»
2. «July 1st»
3. «HANABI»
4. «Independent» (Instrumental)
5. «July 1st» (Instrumental)
6. «HANABI» (Instrumental)

## Posicionamiento
Posición del sencillo en Oricon.
| Lanzamiento          | Listas                     | Posición | Ventas    | Semanas |
| -------------------- | -------------------------- | -------- | --------- | ------- |
| 24 de julio del 2002 | Oricon Weekly Single Chart | #1       | 1 016 000 | 24      |

- Datos: Q2296968